# Villeneuve-de-la-Raho
Villeneuve-de-la-Raho é uma  comuna francesa, integrante do cantão de Elne (parte da comarca histórica de Roussillon), no departamento dos Pirenéus Orientais, região administrativa de Occitânia. 

## Geografia
Villeneuve-de-la-Raho está situada sobre uma colina, a cerca de 10 km ao sul de Perpignan. Destaca-se o  lago de Villeneuve-de-la-Raho, um lago artificial de 18 milhões de m³, cujo espelho d'água tem  aproximadamente 200 hectares.

### Demografia
| 1962                         | 1968 | 1975 | 1982  | 1990  | 1999  | 2006  |
| ---------------------------- | ---- | ---- | ----- | ----- | ----- | ----- |
| 615                          | 630  | 908  | 1 234 | 3 189 | 3 625 | 3 767 |
| População sem dupla contagem |      |      |       |       |       |       |

### Locais de interesse e monumentos
- Capela de Saint-Julien et Sainte-Basilisse, antiga igreja paroquial construída em 996 e reformada no século XII.  A igreja paroquial atual, também dedicada a São Julião e Santa Basilissa, data do século XVII.
- Lago de Villeneuve-de-la-Raho.

## Personalidades ligadas à comuna
- Alfred Sauvy (1898-1990), economista, demógrafo e sociólogo, que criou a expressão Terceiro Mundo, em 1952.

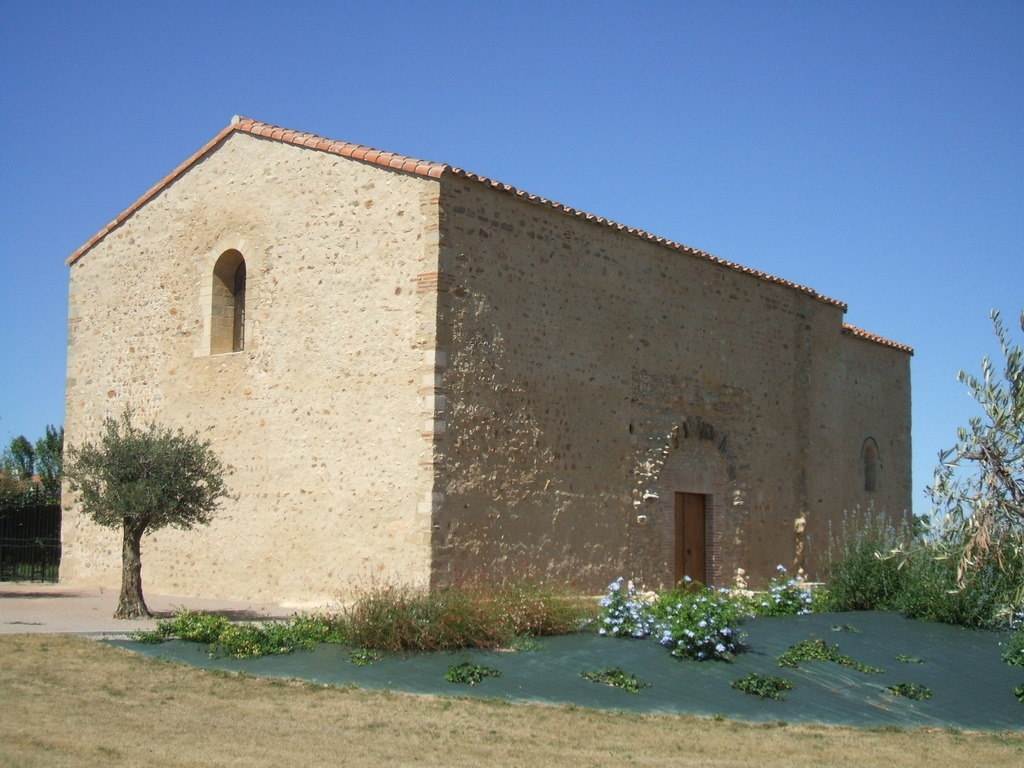
Capela de Saint-Julien
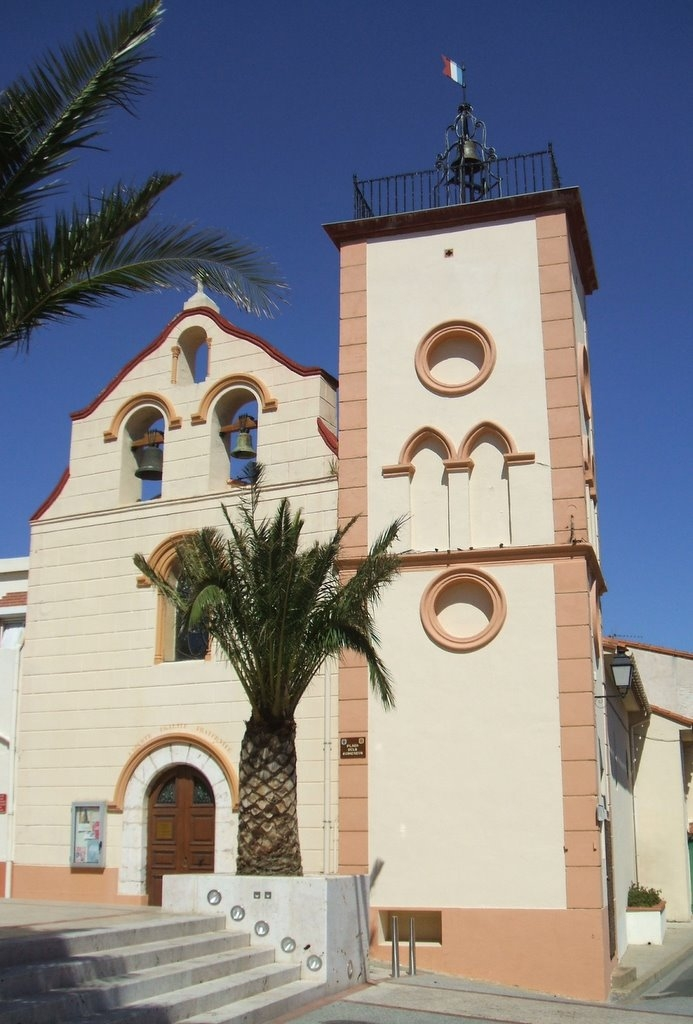
Igreja paroquial de Saint-Julien
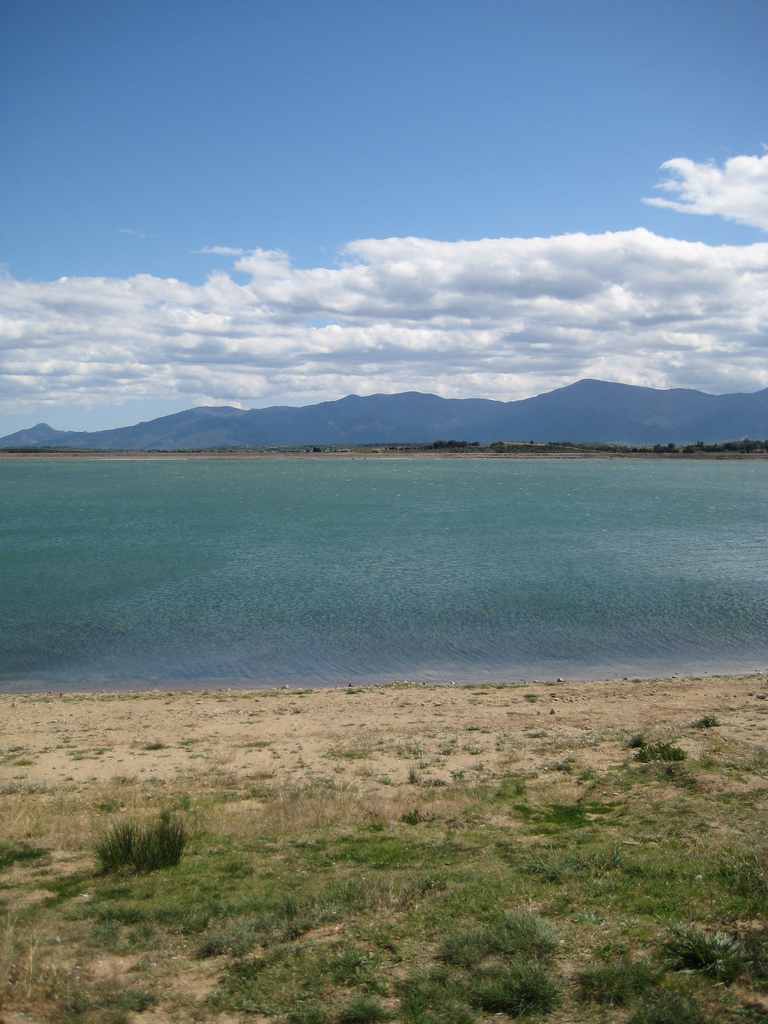
Lago de Villeneuve de la Raho